# Полова (Польща)
Полова (пол. Połowa) — село в Польщі, у гміні Польська Церекев Кендзежинсько-Козельського повіту Опольського воєводства.
Населення — 60 осіб (2011).

## Демографія
Демографічна структура станом на 31 березня 2011 року:
|          | Загалом | Допрацездатний вік | Працездатний вік | Постпрацездатний вік |
| -------- | ------- | ------------------ | ---------------- | -------------------- |
| Чоловіки | 32      | 5                  | 21               | 6                    |
| Жінки    | 28      | 7                  | 13               | 8                    |
| Разом    | 60      | 12                 | 34               | 14                   |